# Fens

Mappa dell'est dell'Inghilterra mostrante la regione delle Fens

Le Fens, conosciute in lingua inglese anche come Fenlands, sono una regione paludosa naturale nell'Inghilterra orientale che si estende principalmente lungo le coste delle East Midlands, in particolare in quattro contee cerimoniali: Lincolnshire, Cambridgeshire, Norfolk, Huntingdonshire, e in una piccola zona del Suffolk. Nel complesso, occupano una superficie di circa 3900 km².
La maggior parte delle Fenlands si trova a pochi metri sul livello del mare.
L'estensione originaria di quest'area ha vissuto nel corso dei secoli una progressiva riduzione a causa di susseguenti opere di bonifiche e drenaggio che hanno trasformato questi terreni un tempo paludosi in aree agricole particolarmente fertili e focali per la cerealicoltura e orticoltura inglese: circa la metà dei terreni agricoli di I° grado dell'Inghilterra si trova in queste aree riconvertite a produzioni agricole.
Le Fens vengono chiamate "Holy Land of the English" (terre sacre degli inglesi) per la presenza dei vari monasteri, ora chiese e cattedrali, di Ely, Ramsey, Crowland, Thorney e Peterborough.
Altri significativi insediamenti umani nelle Fens sono Boston, Downham Market, Mildenhall, March, Spalding e Wisbech.
Fens è anche il nome dato localmente agli stagni e paludi, e designa il tipico fenomeno locale di aree acquatiche con acqua a pH neutro o alcalino, con quantità relativamente elevate di minerali disciolti e scarsità di nutrienti per le piante.

## Allagamenti e bonifiche nella storia
Le Fens sono delle zone molto basse, paragonate con le alture di chalk e calcare che le circondano (per la maggior parte non sono più alte di 10 metri sopra il livello del mare). Come risultato della bonifica e successivo restringimento delle paludi di torba, molte zone delle Fens si trovano al di sotto del livello medio del mare. Sebbene uno scrittore nel 17º secolo descrisse le Fenland interamente al di sopra del livello del mare (contrariamente ai Paesi Bassi), ora l'area comprende le zone più depresse del Regno Unito. La Holme Fen in Cambridgeshire si trova a circa 2,75 metri sotto del livello del mare.
All'interno delle Fens si trovano delle colline storicamente chiamate "islands" (isole), poiché rimasero emerse quando le basse paludi circostanti furono allagate. La più estesa di queste "isole" era Kimmeridge Clay con una superficie di 60 km2, su cui fu costruita la città cattedrale di Ely: il punto di altitudine più alto è di 39 metri sopra il livello medio del mare.
Senza la protezione e il drenaggio artificiale, le Fens sarebbero soggette ad alluvioni periodiche, particolarmente in inverno, a causa della grande portata d'acqua che defluisce dalle aree a monte e dello straripamento dei fiumi. Alcune aree furono allagate permanentemente, creando laghi o stagni ("meres"), mentre altre venivano allagate solo nei periodi di grandi piogge.
Nell'epoca pre-moderna, i terreni seminativi erano limitati alle aree in altura circostanti, le "islands" di palude e le cosiddette "Townlands", un arco di terra di limo attorno alla baia The Wash. Nonostante queste terre fossero al di sotto delle paludi di torba prima che queste si restringessero, i terreni di limo più stabili vennero reclamati dai contadini all'epoca del Medioevo ed arginati contro le alluvioni provenienti dalle aree delle paludi e del mare. Il resto delle Fenland venne dedicato alla pastorizia, pesca, cacciagione e alla raccolta di canne o carici per paglia. L'utilizzo del territorio si distingueva quindi dal resto dell'Inghilterra, che era primariamente caratterizzato da un'agricoltura seminativa.